# Hedensö

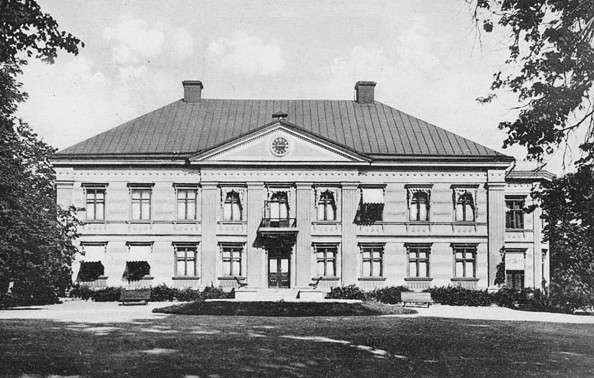
Hedensö

Hedensö ist ein Landgut in der schwedischen Gemeinde Eskilstuna. Es liegt in der mittelschwedischen Provinz Södermanlands län beziehungsweise der historischen Provinz Södermanland, ungefähr 80 Kilometer südwestlich von Stockholm direkt am Näshulta-See (Näshultasjön).
Hedensö wurde erstmals 1295 urkundlich erwähnt. 1783 wurde Hedensö an Anders Arfwedson, einen der Direktoren der Ostindischen Kompanie verkauft. Das ursprüngliche Herrenhaus wurde bei einem Brand um 1800 völlig zerstört. Um 1806 bis 1808 wurde es wieder aufgebaut. Die Flügelgebäude sind jedoch aus der Zeit des ursprünglichen Herrenhauses und somit wesentlich älter. Zum Anwesen gehörte eine großflächige Land- und Forstwirtschaft. Die Wirtschaftsgebäude, die sich auf der gegenüberliegenden Seite des Sees befinden, werden noch heute genutzt. Aus wirtschaftlichen Gründen entschied sich der Urenkel von Johan August Arfwedson, Kapten Nils Ludvig Arfwedson, den Landsitz 1967 zu veräußern. Seitdem ist das Gut im Besitz der Familie Graflund.